# آیاسه، کاناگاوا
آیاسه در استان کاناگاوا در کشور ژاپن واقع شده‌است که دارای جمعیت ۸۲٬۰۸۳ نفر و مساحت ۲۲٫۲۸ کیلومتر مربع با تراکم جمعیت ۳٬۶۸۴ نفر در کیلومترمربع است و در تاریخ ۱ نوامبر ۱۹۷۸ به عنوان شهر شناخته شد.